# Gortynia
Gortynia é um município na Arcádia, Grécia, fundado em 2011 pela fusão de diversos municípios menores, hoje unidades municipais de Gortynia.

## História
A antiga cidade de Górtys é tradicionalmente contada como fundada por um filho homônimo de Estínfalo, rei lendário da Arcádia. Quando Megalópolis foi fundada no século IV a.C., muitos habitantes se mudaram para a nova cidade, mas Górtys permaneceu habitada até o século II a.C., como vila pertencente a Megalópolis. A antiga cidade era conhecida por seu Templo de Asclépio. As ruínas de Górtys foram escavadas entre 1940 e 1956, localizadas perto da rua de Atsicholos a Elliniko, encontrando-se diversos templos, fortificações e banhos públicos.
Em 1999, a Reforma Kapodístrias fundiu uma série de municípios locais para criar a municipalidade de Gortyna, com a qual a municipalidade de Gortynia não se confunde. A Reforma de Kallikátris em 2011, contudo, fundiu Gortyna em Megalópolis, enquanto o nome do assentamento clássico foi legado a Gortynia, por sua vez uma fusão de sete municípios anteriores, que hoje formam as sete unidades municipais do município: Dimitsana, Iraia, Kleitor, Kontovazaina, Langadia, Trikolonoi, Tropaia e Vytina.